# Dafydd ap Gwilym
Dafydd ap Gwilym (Brogynin, 1315/1320 – 1350/1370) è stato un poeta gallese, considerato fra i più rappresentativi del suo genere ed uno tra i più importanti del panorama europeo medioevale.

## La vita
Tradizionalmente si ritiene che il suo luogo di nascita sia stato Brogynin, Penrhyn-coch (all'epoca il sobborgo di Llanbadarn Fawr), Ceredigion. Suo padre, Gwilym Gam, e sua madre, Ardudfyl, erano entrambi appartenenti a famiglie nobili locali. La data della sua morte è incerta: secondo R. Geraint Gruffydd morì nel 1350, vittima della Peste nera. Altri suoi contemporanei collocano la sua morte in un periodo successivo, intorno al 1370. 
Si ritiene che il suo luogo di sepoltura sia il l'abbazia cistercense di Strata Florida, nella regione di Ceredigion.

## La poetica
Dafydd ap Gwilym giunse a contatto durante i suoi viaggi con la cultura normanna e francese. A partire da queste esperienze apprese la maniera dei trovatori, di cui riprodusse in gallese temi e forme nelle sue composizioni poetiche. Quella di Dafydd ap Gwilym tuttavia non fu una semplice imitazione: rigettò le convenzionali tematiche meramente sentimentali, e poetò con gusto realistico e sensuale, concreto, con una forte vena umoristica. Dal punto di vista formale poi, elaborò la sua poesia fino al virtuosismo. 
La poesia di Dafydd ap Gwilym è considerata tra le più alte espressioni della tradizione medievale trovatorica gallese.